# Ciocile
Ciocile é uma comuna romena localizada no distrito de Brăila, na região de Muntênia. A comuna possui uma área de 77.14 km² e sua população era de 2959 habitantes segundo o censo de 2007.